# 吉林工程技术师范学院
吉林工程技术师范学院（英语：Jilin Engineering Normal University，缩写：JLENU），简称吉林工师，是中华人民共和国的一所全日制本科公办省属普通高等学校，位于吉林省长春市。
学校是国务院批准成立的全国第一所专门为职业教育培养培训专业课师资的全日制本科师范院校，也是目前东北三省和内蒙古地区唯一一所独立设置的全日制本科职业师范院校。学校前身为1959年筹建的吉林省劳动厅技工学校。1979年，吉林技工师范学院成立，隶属中华人民共和国国家劳动总局。1983年，划归吉林省管理并更名为吉林职业师范学院。2000年，吉林省经济贸易学校并入吉林职业师范学院。2002年2月，更名为吉林工程技术师范学院。2015年8月，吉林省国际商务学校并入吉林工程技术师范学院。

## 学校现况

### 办学规模
目前吉林工程技术师范学院经2022年重新整合分配后现有如下二级学院：数据科学与人工智能学院、电气与信息工程学院、机械与车辆工程学院、艺术与设计学院、教育科学学院、国际教育学院、经济与管理学院、生物与食品工程学院、新闻与出版学院等二级学院。合计9个二级学院、6个学部、1个教研部、3个交叉学科研究院、16个科技研究中心和15个研究中心（所）。同时，学校于2020年增列为硕士学位授予单位，现面向全国招收教育硕士、机械硕士专业学位研究生。自2023年开始招生。2021年获批新增硕士学位授予单位。